# Ульяновка (станция)
Ульяновка — железнодорожная станция Приднепровской железной дороги на 52,1 км линии Синельниково—Чаплино. Находится в восточной части посёлка городского типа Васильковка, в микрорайоне Ульяновка, на выезде в сторону Чаплино и Николаевку (Синельниковский район).
2 низкие боковые платформы, 4 пути, 5-й подъездной. Останавливаются только пригородные поезда. Имеет подъездные пути к местным предприятиям. Выход к улицам Геся и Строителей (бывш. Будённого).

## История
Открыта в 1884 году. При проектировании железной дороги инженеры исследовали земли помещика Ульянова, поэтому будущая станция имела рабочее название Ульяновка. Линию железной дороги решили проложить в другом месте и станцию перенесли, но название осталось первоначальное.